# Leucania aroroyensis
Leucania aroroyensis är en fjärilsart som beskrevs av Calora 1966. Leucania aroroyensis ingår i släktet Leucania och familjen nattflyn. Inga underarter finns listade i Catalogue of Life.